# Gabon ai Giochi della XXVIII Olimpiade
Il Gabon partecipò ai Giochi della XXVIII Olimpiade, svoltisi ad Atene, Grecia, dal 13 al 29 agosto 2004, con una delegazione di 5 atleti impegnati in tre discipline.

## Risultati

### Atletica leggera
| Q | Qualificato al turno successivo per la Classifica in qualificazione                                                          |
| q | Qualificato per il turno successivo per ripescaggio o, negli eventi su campo, conquistando la misura minima per qualificarsi |

Maschile
Eventi su pista e strada
| Atleta              | Evento      | Batteria  | Batteria   | Quarti di finale | Quarti di finale | Semifinale      | Semifinale      | Finale          | Finale          |
| Atleta              | Evento      | Risultato | Classifica | Risultato        | Classifica       | Risultato       | Classifica      | Risultato       | Classifica      |
| ------------------- | ----------- | --------- | ---------- | ---------------- | ---------------- | --------------- | --------------- | --------------- | --------------- |
| Wilfried Bingangoye | 100 m piani | 10"76     | 8º         | non qualificato  | non qualificato  | non qualificato | non qualificato | non qualificato | non qualificato |

Femminile
Eventi su pista e strada
| Atleta          | Evento      | Batteria  | Batteria   | Semifinale      | Semifinale      | Finale          | Finale          |
| Atleta          | Evento      | Risultato | Classifica | Risultato       | Classifica      | Risultato       | Classifica      |
| --------------- | ----------- | --------- | ---------- | --------------- | --------------- | --------------- | --------------- |
| Marlyse Nsourou | 800 m piani | 2'12"35   | 7ª         | non qualificata | non qualificata | non qualificata | non qualificata |

### Judo
Maschile
| Atleta          | Evento | Sedicesimi di finale     | Ottavi di finale     | Quarti di finale     | Semifinali           | Ripescaggio          | Finale / FB          | Pos.            |
| Atleta          | Evento | Avversaria Punteggio     | Avversaria Punteggio | Avversaria Punteggio | Avversaria Punteggio | Avversaria Punteggio | Avversaria Punteggio | Pos.            |
| --------------- | ------ | ------------------------ | -------------------- | -------------------- | -------------------- | -------------------- | -------------------- | --------------- |
| Mélanie Engoang | -78 kg | Cotton (CAN) P 0000–1000 | non qualificata      | non qualificata      | non qualificata      | non qualificata      | non qualificata      | non qualificata |

### Pugilato
| Atleta                | Evento            | Sedicesimi di finale   | Ottavi di finale     | Quarti di finale     | Semifinali           | Finale               | Finale          |
| Atleta                | Evento            | Avversario Risultato   | Avversario Risultato | Avversario Risultato | Avversario Risultato | Avversario Risultato | Pos.            |
| --------------------- | ----------------- | ---------------------- | -------------------- | -------------------- | -------------------- | -------------------- | --------------- |
| Petit Jesus Ngnitedem | Pesi gallo        | Bolum (NGR) P 17–23    | non qualificato      | non qualificato      | non qualificato      | non qualificato      | non qualificato |
| Taylor Mabika         | Pesi mediomassimi | Pavlidīs (GRE) P 17–32 | non qualificato      | non qualificato      | non qualificato      | non qualificato      | non qualificato |